# Place-Saint-Henri (métro de Montréal)
Place-Saint-Henri est une station de la ligne orange du métro de Montréal située dans le quartier Saint-Henri de l'arrondissement Le Sud-Ouest. 

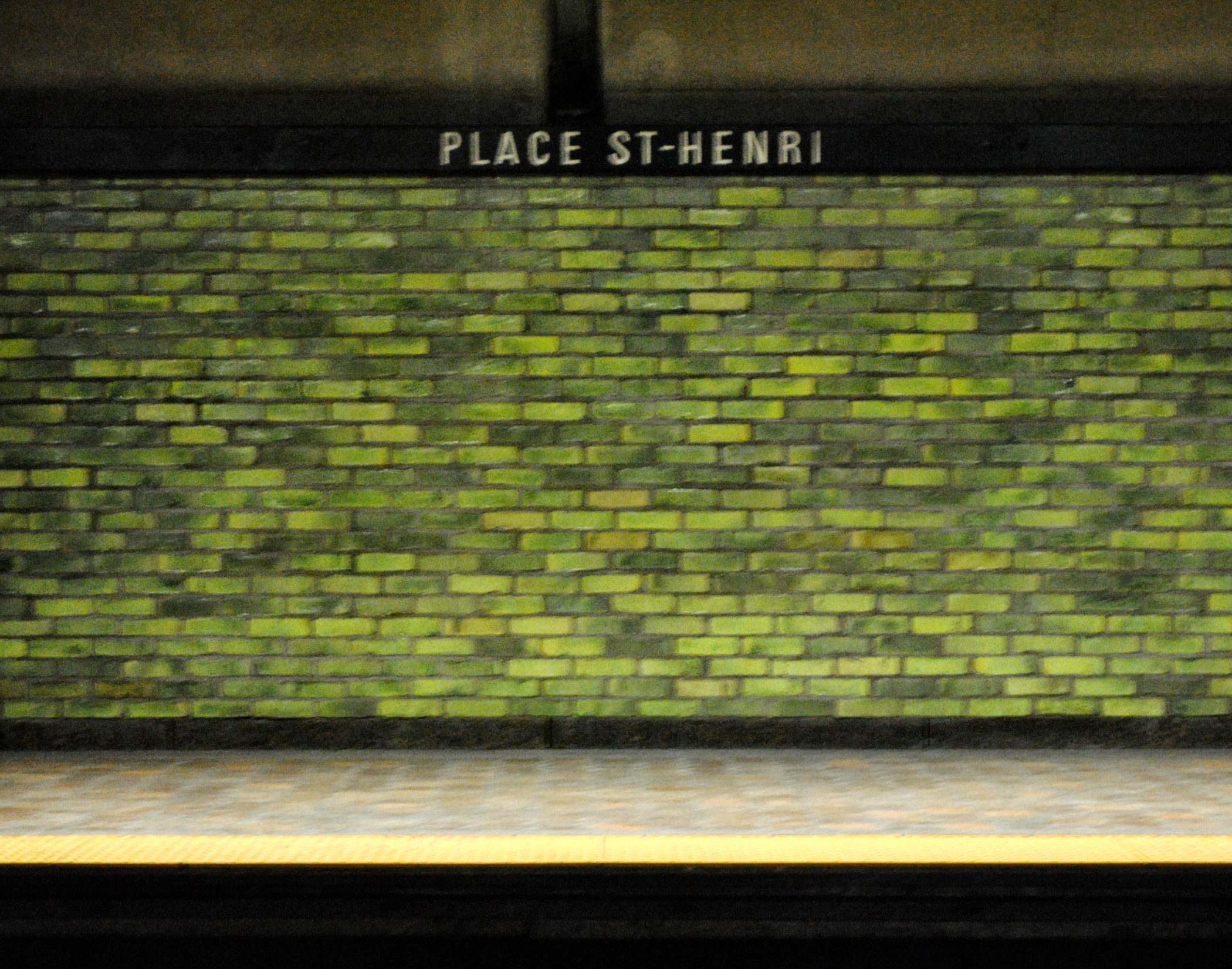
Mur de la station Place-Saint-Henri

## Histoire
La station fut inaugurée le 28 avril 1980. Elle fut alors le terminus ouest de la ligne orange jusqu'au 7 septembre 1981, lorsque la ligne fut prolongée jusqu'à Snowdon.
La station fut conçue par Julien Hébert et Jean-Louis Lalonde. Au départ, elle comprenait deux œuvres d'art : dans la mezzanine se trouve une murale d'Hébert intitulée Bonheur d'occasion, titre du roman de Gabrielle Roy dont l'action se déroule dans le quartier Saint-Henri ; un mobile de Jacques de Tonnancour est suspendu dans la mezzanine et surplombe les plates-formes.
Le Henri dont il est question dans l'odonyme est Henri II du Saint-Empire.
Une statue de Jacques Cartier, faite en bois recouvert de cuivre par Joseph-Arthur Vincent et qui était au parc Saint-Henri, a été déménagée dans la station alors que l'on a placé une copie en résine au parc.
La station s'est brièvement appelée Station de la Place-Saint-Henri entre mai et novembre 2014, avant que la Société de transport de Montréal ne revienne sur sa décision,.
Les deux accès secondaires de la station sur Saint-Jacques seront fermés à partir du 17 novembre 2020 afin d'installer des ascenseurs et de construire deux nouveaux édicules. L'accès principal sur Saint-Ferdinand demeura ouvert. Les travaux finissent le 20 décembre 2024 et les deux nouveaux édicules ainsi que les ascenseurs ouvrent.

## Service aux voyageurs

### Accès et accueil
- Sortie A, 555, rue Saint-Ferdinand

Cet édicule comporte trois sorties: Une vers la rue Saint-Jacques, une vers les rues Saint-Ferdinand et Charlebois et la dernière vers une boucle d'autobus et une allée qui connecte la rue Notre-Dame. Une station de BIXI, un système de vélo en libre-service se trouve à proximité sur la rue Saint-Ferdinand. Un nouvel édicule est en cours de la construction pour permettre l'accès aux fauteuils roulants.
La station est composée de trois niveaux : le niveau de rue, le niveau du hall et le niveau des quais. L'accès à l'édicule, ainsi que la boucle d'autobus se trouvent au niveau de rue. Les tourniquets, les distributrices de billets, un loge d'agent de station et un dépanneur sont situés au niveau du hall. Les deux quais latéraux en direction de Montmorency et de Côte-Vertu se trouvent au niveau des quais.

### Desserte
Place-Saint-Henri est desservie par les rames qui circulent sur la Ligne orange du métro de Montréal. Le premier passage a lieu tous les jours à 5 h 43 en direction de Montmorency et à 5 h 53 en direction de Côte-Vertu. Le dernier passage a lieu : direction Montmorency à 0 h 43 en semaine et le dimanche et à 1 h 13 le samedi, direction Côte-Vertu à 1 h 7 en semaine et le dimanche et à 1 h 37 le samedi. Les fréquences de passage sont de 2 à 7 minutes aux heures de pointe, de 3 à 8 minutes hors pointe et de 6 à 11 minutes en fin de semaine.

### Intermodalité
Proche de la station, des arrêts d'autobus sont desservis par les lignes de jour : 17 Décarie, 35 Griffintown, 36 Monk et 190 Norman ; et par une ligne de nuit : 371 Décarie.

## Principales intersections à proximité
- rue Saint-Ferdinand / rue Saint-Jacques

## Centres d'intérêt à proximité

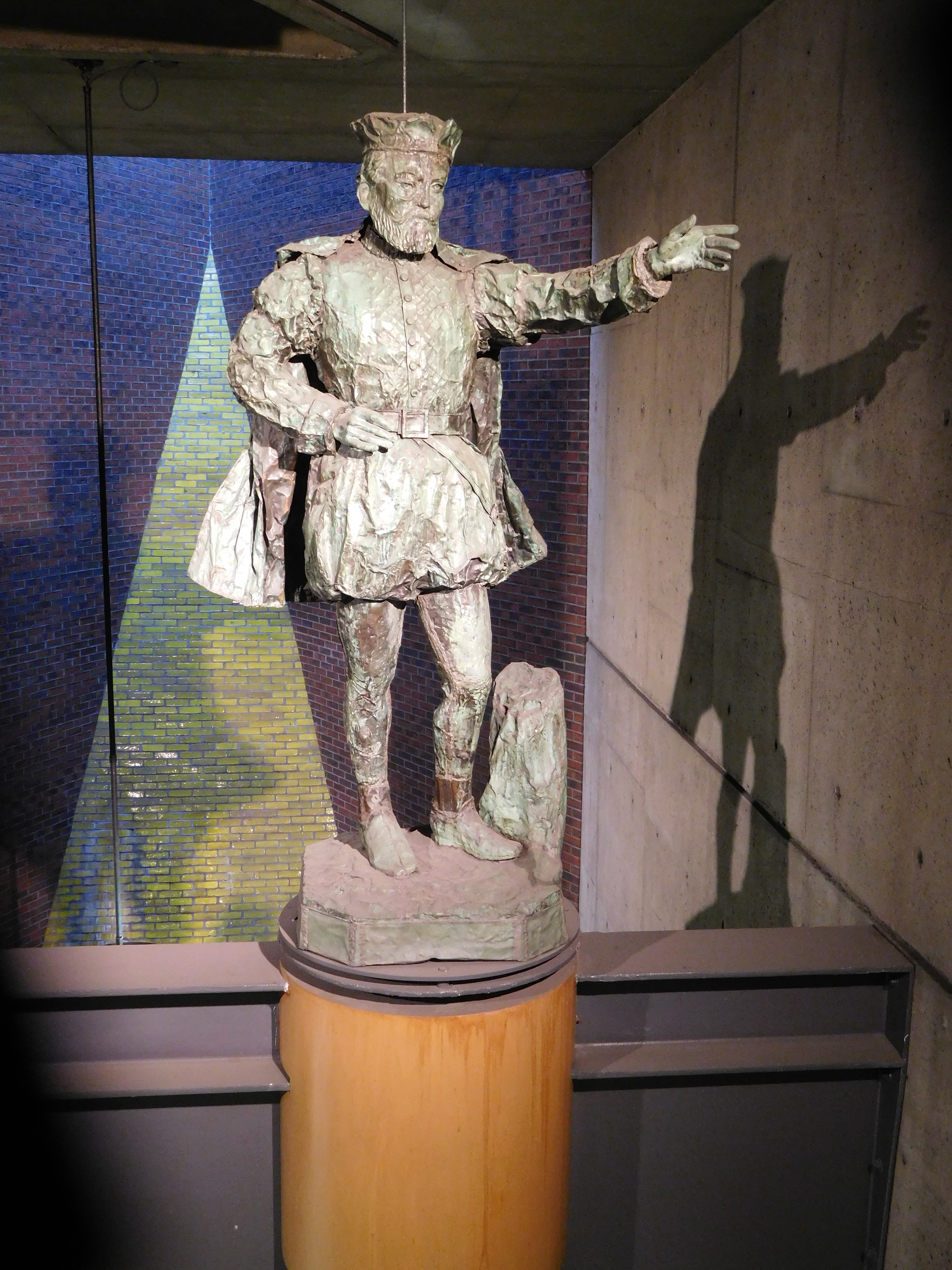
Statue originale de Jacques Cartier
qui était au parc Saint-Henri

- Aide juridique Saint-Henri
- CLSC Saint-Henri
- École Ludger Duvernay
- École Polyvalente Saint-Henri
- Institut technique Aviron
- Musée des ondes Emile-Berliner
- Parc Louis-Cyr
- Parc Saint-Henri
- Piscine Saint-Henri
- POPIR Comité Logement
- Square Sir-George-Étienne-Cartier
- Théâtre Dôme
- Cafe le Perroquet Violet

## Dans la culture populaire
Plusieurs scènes du film de Denys Arcand, Jésus de Montréal, furent tournées dans la station.
Place Saint Henri est le titre d'un album de 2015 de Simon Goldin, artiste québécois.